# Rotlle de pell de matemàtica egípcia
El Rotlle de pell de matemàtica egípcia (RPME) és un rotlle de cuir de 25 × 43 cm, adquirit per Alexander Henry Rhind el 1858. Va ser enviat al Museu Britànic el 1864, juntament amb el Papir de Rhind. No va ser, però, químicament suavitzat i desenrotllat fins a l'any 1927. L'escriptura emprada és de caràcters hieràtics de l'Imperi Mitjà, escrits de dreta a esquerra. Els erudits daten aquest rotlle del segle XVII aC.

## Contingut matemàtic
Aquest rotlle de pell és un ajut per computar fraccions egípcies. Conté 26 sumes de fraccions d'unitat que tenen com a resultat una altra fracció d'unitat. Les sumes apareixen dins de dues columnes, i n'hi ha dues més que contenen exactament les mateixes sumes.
| Columna 1                                                                                         | Columna 2                                                                        | Columna 3                                                                                         | Columna 4                                                        |
| ------------------------------------------------------------------------------------------------- | -------------------------------------------------------------------------------- | ------------------------------------------------------------------------------------------------- | ---------------------------------------------------------------- |
| {\displaystyle {\frac {1}{10}}+{\frac {1}{40}}={\frac {1}{8}}}                                    | {\displaystyle {\frac {1}{30}}+{\frac {1}{45}}+{\frac {1}{90}}={\frac {1}{15}}}  | {\displaystyle {\frac {1}{10}}+{\frac {1}{40}}={\frac {1}{8}}}                                    | {\displaystyle {\frac {1}{18}}+{\frac {1}{36}}={\frac {1}{12}}}  |
| {\displaystyle {\frac {1}{5}}+{\frac {1}{20}}={\frac {1}{4}}}                                     | {\displaystyle {\frac {1}{24}}+{\frac {1}{48}}={\frac {1}{16}}}                  | {\displaystyle {\frac {1}{5}}+{\frac {1}{20}}={\frac {1}{4}}}                                     | {\displaystyle {\frac {1}{21}}+{\frac {1}{42}}={\frac {1}{14}}}  |
| {\displaystyle {\frac {1}{4}}+{\frac {1}{12}}={\frac {1}{3}}}                                     | {\displaystyle {\frac {1}{18}}+{\frac {1}{36}}={\frac {1}{12}}}                  | {\displaystyle {\frac {1}{4}}+{\frac {1}{12}}={\frac {1}{3}}}                                     | {\displaystyle {\frac {1}{45}}+{\frac {1}{90}}={\frac {1}{30}}}  |
| {\displaystyle {\frac {1}{10}}+{\frac {1}{10}}={\frac {1}{5}}}                                    | {\displaystyle {\frac {1}{21}}+{\frac {1}{42}}={\frac {1}{14}}}                  | {\displaystyle {\frac {1}{10}}+{\frac {1}{10}}={\frac {1}{5}}}                                    | {\displaystyle {\frac {1}{30}}+{\frac {1}{60}}={\frac {1}{20}}}  |
| {\displaystyle {\frac {1}{6}}+{\frac {1}{6}}={\frac {1}{3}}}                                      | {\displaystyle {\frac {1}{45}}+{\frac {1}{90}}={\frac {1}{30}}}                  | {\displaystyle {\frac {1}{6}}+{\frac {1}{6}}={\frac {1}{3}}}                                      | {\displaystyle {\frac {1}{15}}+{\frac {1}{30}}={\frac {1}{10}}}  |
| {\displaystyle {\frac {1}{6}}+{\frac {1}{6}}+{\frac {1}{6}}={\frac {1}{2}}}                       | {\displaystyle {\frac {1}{30}}+{\frac {1}{60}}={\frac {1}{20}}}                  | {\displaystyle {\frac {1}{6}}+{\frac {1}{6}}+{\frac {1}{6}}={\frac {1}{2}}}                       | {\displaystyle {\frac {1}{48}}+{\frac {1}{96}}={\frac {1}{32}}}  |
| {\displaystyle {\frac {1}{3}}+{\frac {1}{3}}={\frac {2}{3}}}                                      | {\displaystyle {\frac {1}{15}}+{\frac {1}{30}}={\frac {1}{10}}}                  | {\displaystyle {\frac {1}{3}}+{\frac {1}{3}}={\frac {2}{3}}}                                      | {\displaystyle {\frac {1}{96}}+{\frac {1}{192}}={\frac {1}{64}}} |
| {\displaystyle {\frac {1}{25}}+{\frac {1}{15}}+{\frac {1}{75}}+{\frac {1}{200}}={\frac {1}{8}}}   | {\displaystyle {\frac {1}{48}}+{\frac {1}{96}}={\frac {1}{32}}}                  | {\displaystyle {\frac {1}{25}}+{\frac {1}{15}}+{\frac {1}{75}}+{\frac {1}{200}}={\frac {1}{8}}}   |                                                                  |
| {\displaystyle {\frac {1}{50}}+{\frac {1}{30}}+{\frac {1}{150}}+{\frac {1}{400}}={\frac {1}{16}}} | {\displaystyle {\frac {1}{96}}+{\frac {1}{192}}={\frac {1}{64}}}                 | {\displaystyle {\frac {1}{50}}+{\frac {1}{30}}+{\frac {1}{150}}+{\frac {1}{400}}={\frac {1}{16}}} |                                                                  |
| {\displaystyle {\frac {1}{25}}+{\frac {1}{50}}+{\frac {1}{150}}={\frac {1}{6}}}                   | {\displaystyle {\frac {1}{25}}+{\frac {1}{50}}+{\frac {1}{150}}={\frac {1}{6}}}  |                                                                                                   |                                                                  |
| {\displaystyle {\frac {1}{9}}+{\frac {1}{18}}={\frac {1}{6}}}                                     | {\displaystyle {\frac {1}{9}}+{\frac {1}{18}}={\frac {1}{6}}}                    |                                                                                                   |                                                                  |
| {\displaystyle {\frac {1}{7}}+{\frac {1}{14}}+{\frac {1}{28}}={\frac {1}{4}}}                     | {\displaystyle {\frac {1}{7}}+{\frac {1}{14}}+{\frac {1}{28}}={\frac {1}{4}}}    |                                                                                                   |                                                                  |
| {\displaystyle {\frac {1}{12}}+{\frac {1}{24}}={\frac {1}{8}}}                                    | {\displaystyle {\frac {1}{12}}+{\frac {1}{24}}={\frac {1}{8}}}                   |                                                                                                   |                                                                  |
| {\displaystyle {\frac {1}{14}}+{\frac {1}{21}}+{\frac {1}{42}}={\frac {1}{7}}}                    | {\displaystyle {\frac {1}{14}}+{\frac {1}{21}}+{\frac {1}{42}}={\frac {1}{7}}}   |                                                                                                   |                                                                  |
| {\displaystyle {\frac {1}{18}}+{\frac {1}{27}}+{\frac {1}{54}}={\frac {1}{9}}}                    | {\displaystyle {\frac {1}{18}}+{\frac {1}{27}}+{\frac {1}{54}}={\frac {1}{9}}}   |                                                                                                   |                                                                  |
| {\displaystyle {\frac {1}{22}}+{\frac {1}{33}}+{\frac {1}{66}}={\frac {1}{11}}}                   | {\displaystyle {\frac {1}{22}}+{\frac {1}{33}}+{\frac {1}{66}}={\frac {1}{11}}}  |                                                                                                   |                                                                  |
| {\displaystyle {\frac {1}{28}}+{\frac {1}{49}}+{\frac {1}{196}}={\frac {1}{13}}}                  | {\displaystyle {\frac {1}{28}}+{\frac {1}{49}}+{\frac {1}{196}}={\frac {1}{13}}} |                                                                                                   |                                                                  |
| {\displaystyle {\frac {1}{30}}+{\frac {1}{45}}+{\frac {1}{90}}={\frac {1}{15}}}                   |                                                                                  |                                                                                                   |                                                                  |
| {\displaystyle {\frac {1}{24}}+{\frac {1}{48}}={\frac {1}{16}}}                                   |                                                                                  |                                                                                                   |                                                                  |

Dels 26 nombres racionals llistats, deu són nombres ull d'Horus: 1/2, 1/4 (dues vegades), 1/8 (tres vegades), 1/16 (dues vegades), 1/32, 1/64, convertit a fraccions egípcies. Hi ha set altres nombres racionals convertits a fraccions egípcies: 1/6 (llistat dues vegades, però malament un cop), 1/10, 1/12, 1/14, 1/20 i 1/30. Finalment, hi havia nou nombres racionals estranys convertit a fraccions egípcies: 2/3, 1/3 (dues vegades), 1/5, 1/7, 1/9, 1/11, 1/13 i 1/15, patrons d'entrenament per a estudiants d'escriba, per aprendre el mètode de la taula 2/p del Papir de Rhind.
Els estudiosos del Museu Britànic no van trobar cap introducció o descripció de com o per què la sèrie de fracció d'unitat equivalent va ser computada. La sèrie de fraccions d'unitat equivalent és associada amb fraccions 1/3, 1/4, 1/8 i 1/16; hi havia, però, un error menor associat a la darrera sèrie de fraccions en la unitat 1/15: Les sèries 1/15 va ser llistades iguals a 1/6. Un altre l'error, aquest seriós, va ser associat a 1/13, un fet que els estudiosos del 1927 no van intentar resoldre.

## Anàlisi moderna
Els texts matemàtics originals mai no expliquen d'on provenen els procediments ni les fórmules. Malgrat això, són certs. Els erudits han intentat deduir quines tècniques podrien haver utilitzat els egipcis antics per construir tant les taules de fracció de la unitat d'aquest rotlle, com les del Papir de Rhind i del Lahun Matemàtic Papyri. Totes aquestes taules es feien servir per ajudar en les computacions que tracten fraccions, i per la conversió d'unitats de mesura.
S'ha notat que hi ha grups de descomposicions de fracció de la unitat en aquest rotlle que són molt similars. Per exemple, les línies 5 i 6 combinen fàcilment a l'equació 1/3 + 1/6 = 1/2. És fàcil derivar les línies 11, 13, 24, 20, 21, 19, 23, 22, 25 i 26 en dividir aquesta equació per 3, 4, 5, 6, 7, 8, 10, 15, 16 i 32, respectivament.
Alguns dels problemes ens deixen una solució en un algoritme que implica multiplicar tant el numerador i el denominador pel mateix terme, i llavors reduir l'equació resultant:
{\displaystyle {\frac {1}{pq}}={\frac {1}{N}}\times {\frac {N}{pq}}}
Aquest mètode aporta una solució per a la fracció 1/8 tal com apareix en aquest rotlle quan s'utilitza N=25 (utilitzant notació matemàtica moderna):
{\displaystyle 1/8=1/25\times 25/8=1/5\times 25/40=1/5\times (3/5+1/40)}
{\displaystyle =1/5\times (1/5+2/5+1/40)=1/5\times (1/5+1/3+1/15+1/40)=1/25+1/15+1/75+1/200}

## Conclusions modernes
Aquest rotlle ha estat considerat un document de prova d'estudiant d'escriba des del 1927, l'any en què el text fou desenrotllat al Museu Britànic. L'escriba va practicar conversions de nombres racionals 1/p i 1/pq a una sèrie de fraccions d'unitat alternatives. Llegint registres disponibles de matemàtiques de l'Imperi Mitjà, la taula 2/n del Papir de Rhind seria un d'ells. Els estudiants moderns d'aritmètica egípcia poden veure com escribes entrenats milloraven conversions de 2/n i n/p cap a sèries de fraccions d'unitat concisa aplicant algorítmia i mètodes no algorítmics.

## Cronologia
Aquesta cronologia mostra diverses fites que han marcat el progrés recent per obtenir una comprensió més clara dels continguts del rotlle, relacionats amb el Papir de Rhind:
- 1895 - Hultsch va suggerir que tot la sèrie del Papir de Rhind era part d'una alíquota codificada.[7]
- 1927 - Glanville va concloure que l'aritmètica d'aquest rotlle era purament additiva.[8]
- 1929 - Vogel va informar que aquest rotlle era més important que el Papir de Rhind, tot i que conté només 25 fraccions d'unitat de sèrie.[9]
- 1950 - Bruins, independentment, confirma l'anàlisi de Hultsch sobre el Papir de Rhind.[10]
- 1972 - Gillings va trobar solucions a un problema del Papir de Rhind més fàcil, la sèrie 2/pq.[11]
- 1982 - Knorr identifica les fraccions d'unitat 2/35, 2/91 i 2/95 del Papir de Rhind com a excepcions al problema 2/pq.[12]
- 2002 - Gardner identifica cinc patrons abstractes en el rotlle de pell de matemàtica egípcia.[6]